# Kanton Briançon-2
Briançon-2 is een kanton in het arrondissement Briançon van het Franse departement Hautes-Alpes.
Het kanton is op 22 maart 2015 gevormd toen het kanton Briançon-Nord werd opgeheven. Het kanton omvat de gemeenten van het opgeheven kanton en een groter deel van de stad.

## Gemeenten
Het kanton Briançon-2 omvat de volgende gemeenten:
- Briançon (deels, hoofdplaats)
- Montgenèvre
- Névache
- Val-des-Prés